# Chelonus ahngeri
Chelonus ahngeri är en stekelart som beskrevs av Vladimir Ivanovich Tobias 1966. Chelonus ahngeri ingår i släktet Chelonus och familjen bracksteklar. Inga underarter finns listade i Catalogue of Life.